# Billaea kolomyetzi
Billaea kolomyetzi là một loài ruồi trong họ Tachinidae.